# Hans-Albert Courtial
Hans-Albert Courtial (* 17. Mai 1946 in Dietkirchen) ist ein deutscher Unternehmer und Kulturmanager, der sich der Erhaltung von sakraler Kunst und Musik verschrieben hat. Er ist Veranstalter von Pilgerreisen nach Rom und Gründer und Präsident der Fondazione Pro Musica e Arte Sacra.

## Biografie
Im Alter von vier Jahren verlor Courtial seinen Vater, und so zog seine Mutter, Lehrerin an einer Dorfschule, ihn und seine Geschwister alleine groß. Courtial war Messdiener sowie Mitglied der katholischen Jugend der Diözese, wo er bereits im Alter von 16 Pfarrjugendführer wurde.
1965, im Alter von 19 Jahren, organisierte er ein Freundschaftstreffen zwischen jungen Deutschen und Engländern in Limburg mit mehr als tausend Teilnehmern, die erste Veranstaltung dieser Art in der Bundesrepublik Deutschland. Anlässlich des Empfangs des britischen Botschafters in Bonn traf er den apostolischen Nuntius, Erzbischof Corrado Bafile, der ihn ermutigte, ähnliche Veranstaltungen mit jungen Italienern zu fördern.
Infolge dieses Austausches begann die Idee zu entstehen, mehr als Treffen zwischen jungen Menschen zu organisieren. Das Projekt sollte Pilger nach Rom bringen und so zu den Kontakten zwischen den Völkern und zur Vertiefung des Glaubens beitragen. 1969 wurde in Elz bei Limburg die Firma „Courtial Reisen“ gegründet, die im ersten Jahr bereits 2500 Buchungen im Namen von Pfarreien, Kirchenchören, Jugendgruppen, Musikvereinen und vielen anderen zählte. Im Laufe der Zeit kamen Chöre, kirchliche Vereinigungen, Schulen und Kulturgruppen. 1979 wurde das erste Büro in Rom eröffnet, in unmittelbarer Nähe des Petersplatzes: die Courtial International. Mit der Gründung von Peter's Way Courtial International Ltd. in New York expandierte er im Jahre 1986 auf den amerikanischen Kontinent. Hinzu kommen Reisen in alle Mittelmeerländer und insbesondere ins Heilige Land, einschließlich Kreuzfahrten.
Ausgehend von seiner Arbeit für die Liturgie in der vatikanischen Basilika durch die Gründung des Fonds Pietro Altabella übernahm er die Aufgabe, Chöre aus der ganzen Welt zu kontaktieren, die in der feierlichen Messe in St. Peter singen möchten. Seit 1970 organisiert er außerdem regelmäßig im Rahmen der barocken Jesuitenkirche Sant’ Ignazio in Rom Konzerte mit bedeutenden Chören und Orchestern.
1996 beschloss er, die Internationale Vereinigung der Freunde der Kirchenmusik zu gründen, heute Associazione Internazionale Amici della Fondazione Pro Musica e Arte Sacra, eine gemeinnützige Vereinigung zur Förderung und Organisation von Kirchenmusikkonzerten, die sowohl in Italien als auch im Ausland immer mehr an Bedeutung gewannen. Im Jahr 2002 gründete er die „Fondazione Pro Musica e Arte Sacra“, die jährlich das Festival Internazionale di Musica e Arte Sacra mit der Teilnahme der Wiener Philharmoniker und anderen Ensembles organisiert, um Geld für die Wiederherstellung von Schätzen der sakralen Kunst zu sammeln.

## Auszeichnungen
- Bundesverdienstkreuz am Bande (1996)[2]
- Großkreuz des Verdienstordens der Italienischen Republik (2008)[2]
- Komtur mit Stern des Gregoriusordens[2]
- Goldenes Ehrenzeichen für Verdienste um die Republik Österreich (2006)[3]
- Botschafter von Rom in der Welt[4]
- Botschafter der Wiener Philharmoniker[4]
- Ehrendoktorwürde der Päpstlichen Lateran-Universität (Dr. Honoris Causa)[5]
- Ehrendoktorwürde der Università degli Studi Urbino[5]